# 郑奎城
郑奎城（1964年—），福建惠安人，汉族，中华人民共和国政治人物、第十二届全国人民代表大会福建地区代表。
毕业于日本国立琉球大学预防医学专业。加入中国共产党。2013年，担任福建省疾病预防控制中心副主任（正处级）、主任医师。2018年2月24日，当选为第十三届全国人大代表。